# أوليفر كان
أوليفر رولف كان (بالألمانية: [lɪvɐ ˈkaːn] ؛ من مواليد 15 يونيو 1969)، هو مدير كرة قدم ألماني ولاعب محترف سابق لعب كحارس مرمى. بدأ حياته المهنية في عام 1975 مع نادي كارلسروه، وبعد اثني عشر عامًا لعب أول مباراة له مع فريق محترف. في عام 1994 انتقل إلى بايرن ميونيخ مقابل 4.6 مليون مارك ألماني حيث لعب حتى نهاية مسيرته الكروية في عام 2008. يعتبر كان أحد أعظم وأنجح حراس المرمى على الإطلاق، أكسبه حضوره القوي في المرمى وأسلوبه العدواني عدة ألقاب، فأطلقت عليه الصحافة لقب (تيتان) بينما لقبه جمهوره ومعجبيه بالبركان.
كان هو أحد أكثر اللاعبين الألمان نجاحًا في التاريخ الحديث، إذ فاز بثمانية ألقاب في الدوري الألماني، وستة ألقاب في كأس الاتحاد الألماني لكرة القدم، كما فاز بكأس الدوري الأوروبي لكرة القدم في عام 1996، ودوري أبطال أوروبا وكأس الانتركونتيننتال في عام 2001. وكواحد من أعظم حراس المرمى في التاريخ فقد فاز مرتين بجائزة أفضل لاعب كرة قدم ألماني، وثلاث جوائز كأفضل حارس من الاتحاد الدولي لتاريخ وإحصاءات كرة القدم، وأربع جوائز متتالية لأفضل حارس مرمى أوروبي، وأربع جوائز من الاتحاد الأوروبي لكرة القدم لأفضل حارس مرمى أوروبي. في كأس العالم سنة 2002 أصبح كان حارس المرمى الوحيد في تاريخ البطولة الذي يفوز بالكرة الذهبية. احتل كان المركز الخامس على قائمة الاتحاد الدولي لتاريخ وإحصاءات كرة القدم كأفضل حارس مرمى في القرن الحادي والعشرين وأفضل حارس مرمى في انتخابات الـ 25 عامًا الماضية.
من 1994 إلى 2006 أصبح كان جزءًا من المنتخب الوطني الألماني حيث لعب دورًا أساسيًا بعد اعتزال أندرياس كوبكه، لكنه لم يشارك مع المنتخب الذي فاز بطولة أمم أوروبا لعام 1996. وبالرغم من أن ألمانيا لم تكن من بين المرشحين لبطولة كأس العالم عام 2002، إلا أن تألق كان في حراسة المرمى كان حاسمًا في وصول المنتخب الألماني إلى النهائي لكنه خسر بنتيحة 0-2 أمام البرازيل.وبالرغم من ارتكاب كان لخطأ في تسبب في الهدف الأول للبرازيل، إلا أنه حصل على جائزة الكرة الذهبية كأفضل لاعب في البطولة.
في 1 يوليو 2021، أصبح كان الرئيس التنفيذي لندي بايرن ميونيخ.

## الرصيد المهنى بالأندية

### كارلسروه
بينما كان اوليفر كان في سن السادسة من عمره جعله والده رولف يرتدي قميص نادي كارلسروه حيث كان والده رولف لاعبا منذ عام 1992 وحتى عام 1995. بدأ كان لاعبا قبل حراسته للمرمى. في البداية لعب كحارس بديلا للحارس الكبير فامول بموسم الدوري الألماني 1987-1988 .27 نوفمبر عام 1987 كان أول ظهور له في أول لقاء في الدوري والذي انتهي بهزيمة نادي كولن.وقدابقاة المدير الفني وينفرد شايفر الحارس الاحتياطي للحارس فامول حتي عام 1990. وقد خلق أوليفر كان المزيد من الفرص في السنوات التالية. وقد لفت الأنظار في اللقاء نصف النهائي لكأس الاتحاد الأوروبي 1993-1994 كونه لاعب اساسي لفريق كارلسروه. عقب اللقاء الذي انتهي بالهزيمة 3-1 في ملعب ميستايا ألحق كارليسروه الهزيمة ب نادي فالسيا 7-0 علي أرضه.وقد اطلقت عليه وسائل الاعلام الألمانية «معجزة في يلدباركستاديون»  لكن لم يستطع الفريق تحقيق الفوز علي ريدبل زالتسبوغ 

### بايرن ميونيخ
إن تألق الحارس أوليفركان الذي برز في نادي كارلسروه دفع بايرن ميونيخ في الحصول عليه  في بداية الموسم 1994-95 أصبح بديل للحارس ريمون أومان وعلى الرغم من بقائه بعيدا عن ساحة الملاعب لمدة ستة أشهر قد عاد مجددا للملعب في أول لقاء ميداني مع منتخب ألمانيا لكرة القدم  هزم بايرن ميونيخ فريق بوردو في نهائي كأس الاتحاد الأوروبي 1995-96  حقق النصر من خلال الفوز في نهائي الدوري الألماني لكرة القدم 1996-97  وقد لُقب بأفضل حارس مرمي للمرة الثانية في الموسم 1996-97 (حيث كانت أول مرة عام 1994).
عام 1999 تأهل بايرن ميونيخ لنهائيات دوري ابطال أوروبا 1998-99 لينافس مانشستر يونايتد في ملعب كامب نو علي الرغم من تقدم بايرن مونيخ بالهدف الذي سجله اللاعب ماريو باسلر في الدقيقة السادسة من بداية المباراة فان اللأهداف التي سجلها كل من تيدي شيرنغهام واوله غونار سولشار ادت الي فوز يونايتد  وقد حصل خان علي جائزة أفضل حارس مرمي لهذا العام وفقا للاتحاد الدولي وتاريخ واحصائيات كرة القدم لهذا العام.
ظل الحارس أوليفر كان يلعب حتي تم طرده من المباراة بسبب مشاداة حدثت في نادى هانزا روستوك بتارخ 3 مارس 2001، وكان ذلك نتيجة لهزيمة فريقه بايرن مونيخ 3-2 في الدقائق الأخيرة من نهاية المبارة حيث دخل منطقة الجزاء اثناء الركلة الركنية ثم قفز ملقياً الكرة بقبضته في شباك الخصم، وبمجرد أن رآه الحكم أخرج الكارت الأحمر وطرده علي الفور،  وقد فاز بجائزة أفضل لاعب في المباراة في نهائي دوري ابطال أوروبا 2000-2001 ضد فالنسيا. وقد لعب دورا هاماً حينما انقذ مرماه من ثلاثة أهداف اثناء ركلات الترجيح لتنتهي بتعادل الفريقين 1-1. وقد فاز حارسنا بجازة اللعب النظيف من قبل الاتحاد الأوروبي بعد ان توجه للحارس سانتياغو كانيزاريس حارس مرمي الفريق المانفس الذي لاقي خيبة أمل اثناء تسديد الركلات الترجيحية وحاول تهدئته. في العام ذاته تمكن بايرن مونيخ من هزيمة الفريق الأرجنيني بوكا جونيورز وفاز بكأس الإنتركونتينتنال 2001 في الاستاد الأولمبي في طوكيو.
الإصابات التي مر بها الحارس كان ومشاكله الشخصية بالإضافة الي بعض الشائعات أدي الي انخفاض مفاجئ بمستوي أدائه في الملاعب في الموسم 2002-2003 . استمر الحارس كان علي هذا الحال حتي انه لم يستطع انقاذ مرماه من الكرة التي ارسلها روبرتو كارلوس ببطئ لتمر من فوقه مباشرة داخل مرماه وتسبب ذلك في تراجع فريقه في الدور الثاني من بطولة دوري ابطال أوروبا في أول لقاء له مع ريال مدريد. وعقب المباراة قد تناولت صحيفة ديلي ميل خطأ خان في المبارة علي النحو التالي "أضاع كان فرصته للمرة الثانية بسبب ركلة اللاعب البرازيلي مثلما اضاع فرصته في المبارة النهائية لكأس العالم 2002، ولكن هذة المرة لم تكن بسبب ركلة رونالدو بل كانت ركلة حرة من روبرتو كارلوس. وقد حصل علي بطولة الدوري الأـلماني في الموسم التالي مع بايرن ميونيخ.
كان يستعد حارس المرمي مايكل رينسنج قبل اللقاء الذي سيُقام في مونيخ 2006 مع أرمينيا بيليفد، فقد كانت التسديدة التي أصابت عين الحارس خان منعته من لعب هذه المباراة حيث تورمت عيناه، وقد فاز بايرن في هذه المباراة بحراسة رينسنج للمرمي.
قد أعلن خان عزمه على اتمام العقد وقد لعب الموسم 2007-2008 . كان حارسنا أوليفر كان رائداً في حاراسة المرمي في تارخ الدوري الألماني اعتبارا من عام 2011 حيث أتم 197 مباراة دون أن يدخل مرماه هدف واحد. كان خان الحارس الذي لعب أكبر عدد من مباريات الدوري الألماني والتي تصل إلى 535 مباراة وذلك حينما كان عمره 38 عام في 2 نوفمبر 2007 . اظهر الحارس كان مظهره الغربي الأخير في مباراة نصف النهائي لكأس ابطال أوروبا والتي انهت بهزيمة بايرن 4-0 على أرض الخصم بملعب زينيت سانت بطرسبرغ،  أما في اللقاء النهائى من الدوري الألمانى لكرة القدم 17 مايو قد فاز في المباراة التي انتهت بنتيجة 4-1 لصالح بايرن ضد نادى هرتا برلين 
وبعد مسيرة 20 عامًا أمضى منها 14 عاما مع نادى بايرن لعب مباراة تكريمية انتهت بالتعادل 1-1 ضد منتخب ألمانيا لكرة القدم بتاريخ 2 سبتمبر لعام 2008 . وكان اخر ظهور له مع نادي بايرن ميونيخ يوم 27 مايو 2008 بملعب سالت ليك بمدينة كلكتا في مباراة ودية ضد الفريق الهندي محون بجان، وقد شاهد المباراة ما يقرب من 120.000 متفرج، وقد انتهت المبارة بنتيجة 3-0 لصالح بايرن مونيخ، وقد غادر الحارس كان مرماه في الدقيقة 55 من المباراة تاركاً موقعه للحارس البديل مايكل رينسينج.

## الرصيد المهني دولياً
لعب الحارس أوليفر كان في نهائيات كأس العالم لكرة القدم 1994  وعقب شهرين من شفاؤه من الإصابة التي لحقت به كان أول ظهور دولى له يوم 23 يوليو عام 1995 ضد منتخب سويسرا لكرة القدم. ظل خان الحارس البديل مع اوليفر ريك للفريق الفائز ب بطولة أُمم أوروبا لكرة القدم 1996 المُقامة في انجلترا ، أمضي حارسنا أوليفر كان كأس العالم لكرة القدم 1998 المقام في فرنسا علي مقاعد البدلاء وحتي أن أعلن حارس المرمي أنرياس كوبكه اعتزاله في نهاية البطولة فأصبح خان الحارس الأساسي. بعد عامين من ذلك تسلم خان شارة القيادة من المهاجم أوليفر بيرهوف  وقد تراجعت ألمانيا في بطولة امم أوروبا لكرة القدم 2000 .

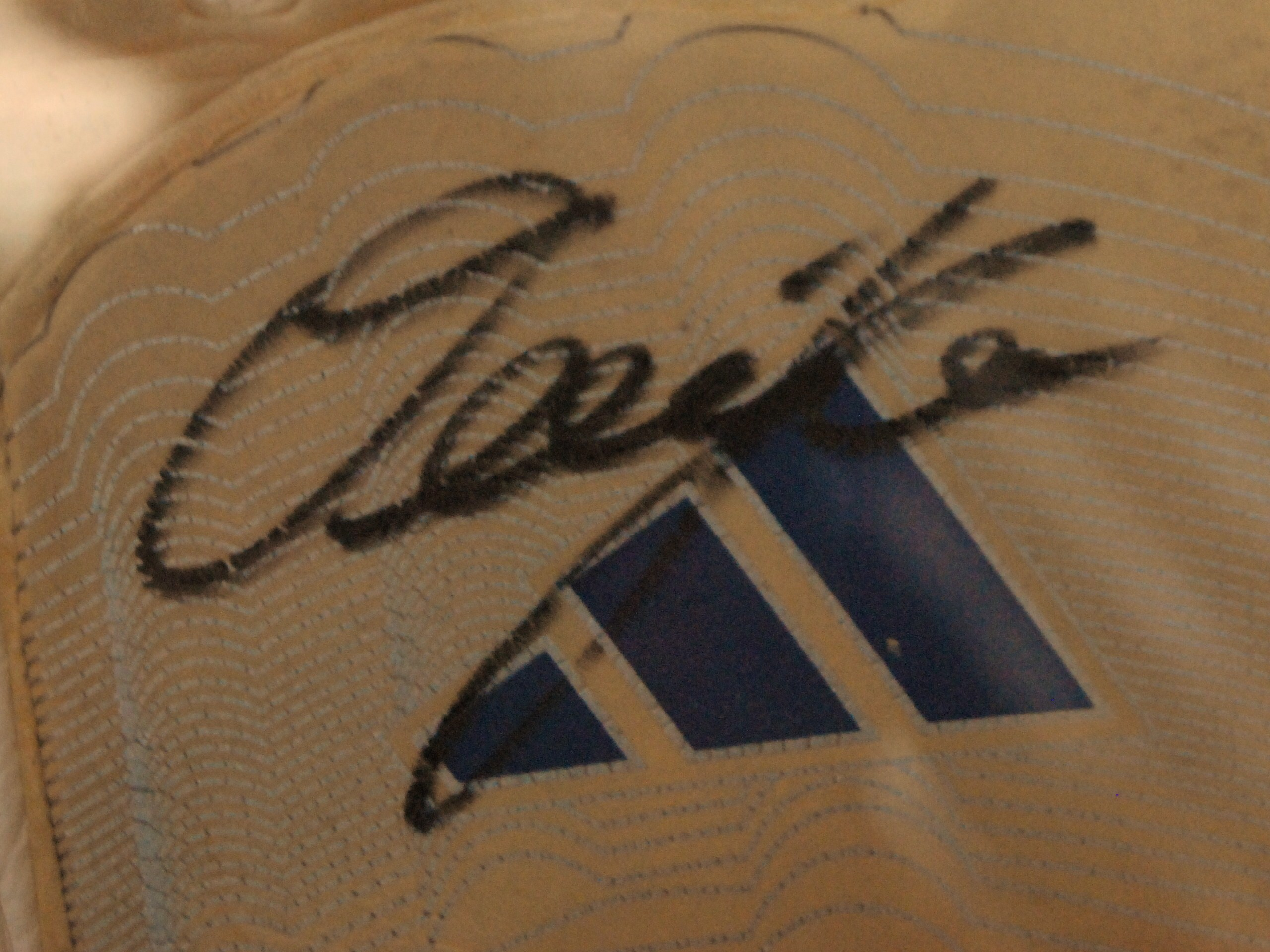
توقيع أوليفر كان

شهد أوليفر كان واحدة من اسوأ عروضه في مسيرته الدولية ضد إنجلترا في مونيخ عام 2001 . في مباراة إنجلترا بنادي ويلمبي عام 2000 كان من الأرجح فوز ألمانيا بتقدمها 1-0 في بداية المباراة، ولكن على الفور تقدمت إنجلترا بخمسة اهداف من بينهم ثلاثية هاتريك لللاعب مايكل اوين. وعلي الرغم من الهزيمة تأهلت ألمانيا لكأس العالم عقب فوزها في مباراة فاصلة ضد اوكرانيا، ولهذا ظل الحارس أوليفر كان الحارس الأساسي للفريق في البطولة التالية. وقد فاز كان بجائزة أفضل حارس مرمي في العالم للمرة الثانية.
كان الأمل في تأهل ألمانيا لبطولة كأس العالم لكرة القدم 2002 ضعيفاً ولكنها نجحت في الوصول الي النهائيات. وفي هذه البطولة لم يدخل مرمي أوليفر كان سوى ثلاثة أهداف، من بينهم هدفين في اللقاء النهائي. وقد لعب كان المباراة النهائية بإصابة في قدمه اليمني في إصبعه البنصر، حيث شعر بالهدف الأول بارتداد تسديدة قوية من البرازيلي ريفالدو الي أقدام المهاجم رونالدو في الدقيقة 67 من نهاية المباراة. عقب المبارة وإعلان فوز المنتخب البرازيلي بالبطولة، جلس الحارس كان وحيداً مستاءً  وقد رفض إلقاء اللوم علي اصابته تبريراً لموقفه.
قد منحه فريق الدراسات الفنية لكرة القدم جائزة ياشين لف كأفضل حارس مرمي في البطولة، واصبح أول حارس مرمي يفوز بجائزة الكرة الذهبية كأفضل أداء فردي. في الوقت ذاته كان أول حارس يحافظ على شباكه نظيفة خلال الخمس مباريات. وظل أوليفر كان الحارس الأساسى في بطولة أمم أوروبا لكرة القدم 2004 . ولكن لم تستطع ألمانيا النهوض مجدداً واُستبعدت من البطولة، وغادر حارسنا البطولة تاركاً شارة القيادة لللاعب مايكل بالاك.
المدير الفني للمنتخب الألماني يورغن كلينسمان الذي حل محل المدير الفني السابق رودي فولر قد اتبع إستراتيجية جديدة ليقرر من هو الحارس الأساسي من بين أوليفر خان ومُنافسه ينس ليمان. وقد انتهى الصراع الذي استمر لمدة عامين نتيجة لقرار المدير الفني وقد أُعلن ليمان الحارس الأساسي لبطولة كأس العالم لكرة القدم 2006 . وقد تقبل أوليفر كان البقاء في صفوف الفريق علي سبيل الاحتياطي، وعلي الرغم من المشاحنات التي حدثت قبيل البطولة قد أعلن خان عن ترحيبه بقرار القائد كلنسمان. وفي الربع النهائي من البطولة ضد المنتخب الأرجنتيني قبل ركلات الجزاء الترجيحية تصافحا وتعانقا كل من أوليفر كان وليمان. وعقب المباراة قد أشاد أوليفر كان مادحاً الحارس ليمان لتصديه ركلتان جزاء.
بعد فوز إيطاليا علي المنتخب الألماني في نصف النهائيات، وجد أوليفر كان فرصته في خوض المباراة الثالثة ضد المنتخب البرتغالي بتاريخ 8 يوليو 2006، والتي انتهت بفوز فريقه 3-1، وقد حصل ايضاً علي شارة القيادة للفريق في ظل غياب اللاعب مايكل بالاك. علي الرغم من الأداء العالي لللاعب باستيان اظهر الحارس كان ايضاً مستوي عالي من الأداء وانقذ مرماة من العديد من الهجمات. حيث أنقد هدف من المهاجم باوليتا الذي اخترق الدفاع الألمانى، كما انقذ هدف من اللاعب ديكو داخل منطقة الجزاء. وعقب المباراة قد أعلن الحارس كان مغادرته للمنتخب الألمانى، وقد لعب حارسنا نحو 68 مباراة خلال مسيرته الكروية مع النتخب الوطني، من بينهم 49 مباراة ارتدي بها شارة القيادة. لم يحالفه الحظ في الحصول ابداً علي كأس العالم، لكنه حقق المركز الثاني عام 2002، والمركز الثالت عام 2006.

## الحياة الشخصية
وُلد أوليفر كان بمدينة كارلسروه، وهي جزء من اصل لاتفيا وجدته من اصل لاتيفي، وقد وُلد والده في مدينة ليبايا والتي لا تزال معروفة بهذا الاسم، لديه اخ أكبر يُدعى اكسل والذي لعب دوري الدرجة الثانية بنادى كارلسوه. في عام 2010 انفصل عن زوجته سيمون التي انجبت له طفلين بعد زواج استمر عشرة أعوام. في فيراير عام 2011 تزوج صديقته سفيا وقد انجبت منه طفلاً.
عام 2009 تم منعه من تدريب فرقة شالكه4  بعد ذلك بعامين في أبريل 2011 حكمت المحكمة علي كان بدفع غرامة تقدر ب (182,223) دولار أمريكي عقوبة التهرب الضريبي من الجمارك بسلع فاخرة تقدر ب 6,687 يورو والتي احضرها حينما جاء من دبي.
مرة أُخري في عام 2011 الحارس الأسطورة قد اتهمه ناديه السابق بعدم رؤيته المستقبلية لما تسبب له من دفع مبلغ يقدر ب 20 مليون يورو لحارس فرقة شالكة 4 وقد تحدث أوليفر كان قائلاً "أن أداء واجب المدرب بإستمرار هو أساس نجاحه، وأنا لم أري فلسفة لكرة القدم حتي الآن في بايرن. وقد اظهر مثال برشلونا حتمية التفكير علي المدي البعيد.
ان الذوبان بين الثقافة الألمانيو والأوروبية  والمباريات في شولرع ميونخ التي كانت بمثابة مشروع كرة القدم في الشارع المعاصر، ومؤسسة سب هربرجر الداعمة لكرة القدم في المدارس وانوادي والسجون أيضاً، كل هذا كان دعماً للحارس كان بالإضافة إلي جوستيان الذي خلصه من الكحول والمخدرات.

## الشهرة
اشتهر حارسنا أوليفر كان علي نطاق واسع بعدم القدرة على تحمل الضغط خلال مسيرته الكروية. وقد اشهرت الصفحة الشخصية لبايرن ميونخ على مواقع الإنترنت بعبارات مثل «قلة الصبر، التأديب، الجشع».
حصل أوليفر كان على شعبية في قارة اسيا خلال كأس العالم 2002 بين جابونيا وكوريا الجنوبية، وقد شارك في عدة إعلانات تليفزيونية منها اعلان شينكان بانك. بعد انتهاء بطولة كرة القدم الأوروبية عام 2004 إنضم إلى فريق التحليل الرياضي لكرة القدم بقناة التليفزيون الألمانى الثانى في عام 2009 كان عضو لجنة التحكيم في أحد البرامج التليفزيونية لاختيار أفضل حارس مرمى في الصين والتي تم بثها من خلال تليفزيون الصين المركزى. وقد افتتح مجددا بنفس العام تمثال الشمع لكان بفرع بيرلين في متحف الشمع  وفي عام 2010 حصل حارسنا على رخصة للتدريب، وبالإضافة إلى ذلك فإن فريق موسيقي البوب الألمانى  قد كتب له أغنية.
وقد لُقب أوليفر كان ب«الملك كان»، «العملاق» احتساباً للدور العظيم الذي قام به خلال مسيرته الكروية.

## روابط خارجية
- أوليفر كان على موقع IMDb (الإنجليزية)
- أوليفر كان على موقع الموسوعة البريطانية (الإنجليزية)
- أوليفر كان على موقع قاعدة بيانات الفيلم (الإنجليزية)
- أوليفر كان على موقع الاتحاد الدولي (مؤرشف)  (الإنجليزية)
- أوليفر كان على موقع الاتحاد الأوربي (الإنجليزية)
- أوليفر كان على موقع قاعدة بيانات كرة القدم.إي يو (الإنجليزية)
- أوليفر كان على موقع بيانات كرة القدم. دي إي (الألمانية)
- أوليفر كان على موقع ناشيونال فوتبول تيمز (الإنجليزية)
- أوليفر كان على موقع عالم كرة القدم.نت (الإنجليزية)